# Chích ngực vàng
Chích ngực vàng (danh pháp hai phần: Phylloscopus ricketti) là một loài chích lá thuộc chi Chích lá, họ Chích lá. Loài này phân bố ở Trung Quốc, Lào, Thái Lan và việt Nam. Môi trường sinh sống của chúng là rừng đất thấp ẩm.